# هوغو لوبيز جاتيل راميريز

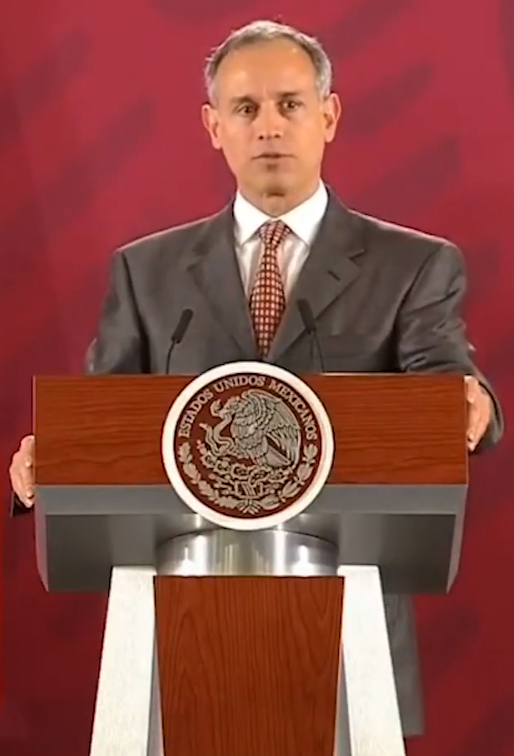
هوغو لوبيز-جاتيل راميريز

هوغو لوبيز جاتيل راميريز (بالإسبانية: Hugo López-Gatell)‏ ( مكسيكو سيتي ، 22 فبراير 1969) هو عالم وبائيات مكسيكي وباحث وأستاذ ومسؤول عام. منذ 1 ديسمبر 2018 ، هو رئيس وكالة الوقاية من الصحة وتعزيزها ، في وزارة الصحة في المكسيك.  

## سيرة شخصية
ولد هوغو لوبيز-جاتيل راميريز في 22 فبراير 1969 في مكسيكو سيتي ، نجل فرانسيسكو لوبيز-جاتيل تروجيلو ومارغريتا راميريز دوارتي. ولد والده في تاراغونا ، كاتالونيا ، إسبانيا في عام 1925 وجاء إلى المكسيك مع أجداده من الأب في المنفى الجمهوري . كان والدها طبيب مسالك بولية وكانت والدتها ممرضة ، وقد التقيا أثناء عملهما في المستشفى في 20 نوفمبر . 
درس لوبيز-جاتيل في كوليجيو مدريد . في وقت لاحق دخل الجامعة الوطنية المستقلة في المكسيك ، حيث تخرج كطبيب في عام 1994. لديه تخصص في الطب الباطني من معهد سلفادور زوبيران الوطني للعلوم الطبية والتغذية ، الذي أكمله في عام 2000 ؛ درجة الماجستير في العلوم الطبية وطب الأسنان والصحة من الجامعة الوطنية المستقلة في المكسيك ودرجة ما بعد الدكتوراه في علم الأوبئة ، التي أكملها في مدرسة بلومبرج للصحة العامة في جامعة جونز هوبكنز ، تم الحصول عليها في عام 2006. خلال زمالة ما بعد الدكتوراه ، أجرى دراسة مستقبلية لتأثير السل على بقاء الرجال المصابين بفيروس نقص المناعة البشرية ، والذي تم نشره كمقال في عام 2008. 
من عام 1998 إلى عام 1999 كان رئيس الأطباء المقيمين في INCMNSZ ، حيث كان طبيبًا متخصصًا من 1999 إلى 2001. من عام 2013 إلى 2018 ، كان مديرًا للابتكار في مراقبة الأمراض المعدية ومكافحتها في المعهد الوطني للصحة العامة في المكسيك ، ومن عام 2008 إلى عام 2012 كان نائب المدير العام لعلم الأوبئة في وزارة الصحة. في هذا المنصب ، قاد إنشاء نظام مراقبة الأوبئة الوطني ( Sinave ) ، وهو إعادة هندسة نظام الصحة العامة المكسيكي الذي يهدف إلى «جمع وتحليل وإصدار تقارير» المراقبة الوبائية والكشف عن تفشي المرض في البلاد في وقت مبكر. منذ 1 ديسمبر 2018 ، وحالياً ، يشغل منصب رئيس وكالة الوقاية من الصحة وتعزيزها بوزارة الصحة . 